# Janówek (Jordanów Śląski)
Janówek (deutsch Ober Johnsdorf, schlesisch Aeberjohnsdurf) ist ein Ort in der Landgemeinde Jordanów Śląski im Powiat Wrocławski der Woiwodschaft Niederschlesien in Polen.

## Lage
Janówek liegt am Fuße der Jańska Góra (Johnsberg), drei Kilometer südwestlich von Jordanów Śląski (Jordansmühl), dreieinhalb Kilometer westlich von Niemcza (Nimptsch) und 34 km südwestlich von Breslau.

Nachbarorte sind Tomice (Thomnitz) im Westen, Piotrówek (Petersdorf) im Südwesten, Glinica (Gleinitz) im Norden, Dankowice (Dankwitz) im Osten. 

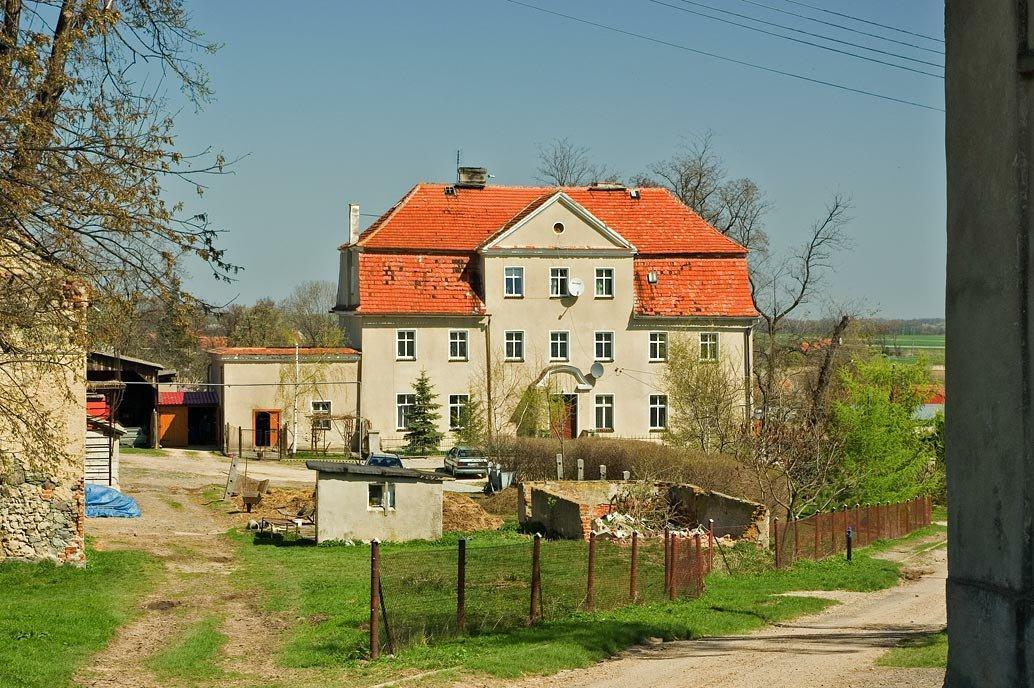
Schloss Ober Johnsdorf

## Geschichte
1414 wurde der Ort als Jonsdorf erwähnt. Besitzer waren im 18. Jahrhundert die Herren von Schickfus. Nach dem Ersten Schlesischen Krieg 1742 fiel Ober Johnsdorf an Preußen und wurde in den Kreis Nimptsch eingegliedert. 
1783 zählte das Dorf zwei herrschaftliches Vorwerk, zwei Wassermühlen, zwölf Gärtner und 117 Einwohner. 1845 waren es 23 Häuser, ein herrschaftliches Vorwerk, 172 Einwohner, davon 33 katholisch und der Rest evangelisch, zwei Wassermühlen, eine Windmühle, eine Brau- und Brennerei und vier Handwerker. Evangelisch war Ober Johnsdorf nach Jordansmühl und katholisch nach Gleinitz gepfarrt. Das Standesamt war in Karlsdorf. 1869 wurde auf dem nahegelegenen Johnsberg vom Rittergutsbesitzer Friedrich Schröter aus Wättrisch der erste Bismarckturm überhaupt erbaut. Nach der Auflösung des Kreises Nimptsch 1932 wurde Ober Johnsdorf dem neugeschaffenen Landkreis Reichenbach/Eulengebirge zugeteilt. 
Als Folge des Zweiten Weltkriegs fiel Ober Johnsdorf mit dem größten Teil Schlesiens 1945 an Polen. Nachfolgend wurde es in Janówek umbenannt. Die deutsche Bevölkerung wurde – soweit sie nicht schon vorher geflohen war – vertrieben. Die neu angesiedelten Bewohner stammten teilweise aus Ostpolen, das an die Sowjetunion gefallen war. Heute gehört Janówek zur Landgemeinde Jordanów Śląski.

## Sehenswürdigkeiten
- Schloss Ober Johnsdorf
- Bismarckturm